# Żora Abowian
Żora Aramowycz Abowian (ukr. Жора Арамович Абовян; ur. 14 listopada 1996) – ukraiński zapaśnik startujący w stylu klasycznym. Zajął jedenaste miejsce na mistrzostwach świata w 2021. Ósmy na mistrzostwach Europy w 2021. Piąty na igrzyskach europejskich w 2019. Szósty w Pucharze Świata w 2017 roku.